# Bart Van Wijmeersch
Bart Van Wijmeersch (Bonheiden, 4 oktober 1976) is een Vlaams neuroloog-immunoloog gespecialiseerd in multiple sclerose. Van Wijmeersch is hoofdarts van het MS- en Revalidatiecentrum in Overpelt en hoofddocent revalidatiewetenschappen aan de UHasselt verbonden aan het Biomedisch Onderzoeksinstituut BIOMED.
Van Wijmeersch studeerde geneeskunde aan de KU Leuven, begon daar in 2001 aan zijn specialisatie neurologie en promoveerde daar tot doctor in het lab of experimental transplantation and neuroimmunology in 2008 met als proefschrift "Graft-versus-autoimmunity after induction of mixed bone marrow chimerism in murine models of experimental autoimmune encephalomyelitis".
Als autoriteit is hij een regelmatig geconsulteerd expert die in de media de stand van het MS-onderzoek toelicht, gaande van het belang van hersenatrofie als parameter voor de evolutie van de ziekte bij MS patiënten,, over de psychologische en fysieke impact van de ziekte tot een voorzichtig pleidooi de voor- en nadelen van medicinale cannabis verder te onderzoeken.
Op 11 juli 2019 ontving hij in het Errerahuis het Ereteken van de Vlaamse Gemeenschap als erkenning voor zijn wetenschappelijk werk.

## Selectie van publicaties
- Van Wijmeersch B, Sprangers B, Rutgeerts O, Lenaerts C, Landuyt W, Waer M, Billiau AD, Dubois B. Allogeneic bone marrow transplantation in models of experimental autoimmune encephalomyelitis: evidence for a graft-versus-autoimmunity effect. Biol Blood Marrow Transplant. 2007 Jun;13(6):627-37.
- Broux B, Pannemans K, Zhang X, Markovic-Plese S, Broekmans T, Eijnde BO, Van Wijmeersch B, Somers V, Geusens P, van der Pol S, van Horssen J, Stinissen P, Hellings N. CX(3)CR1 drives cytotoxic CD4(+)CD28(-) T cells into the brain of multiple sclerosis patients. J Autoimmun. 2012 Feb;38(1):10-9.
- Lamers I, Kerkhofs L, Raats J, Kos D, Van Wijmeersch B, Feys P. Perceived and actual arm performance in multiple sclerosis: relationship with clinical tests according to hand dominance. Mult Scler. 2013 Sep;19(10):1341-8.
- de Bock L, Somers K, Fraussen J, Hendriks JJ, van Horssen J, Rouwette M, Hellings N, Villar LM, Alvarez-Cermeño JC, Espiño M, Hupperts R, Jongen P, Damoiseaux J, Verbeek MM, De Deyn PP, D'hooghe M, Van Wijmeersch B, Stinissen P,  Somers V. Sperm-associated antigen 16 is a novel target of the humoral autoimmune response in multiple sclerosis. J Immunol. 2014 Sep 1;193(5):2147-56.
- Cuypers K, Leenus DJ, Van Wijmeersch B, Thijs H, Levin O, Swinnen SP, Meesen RL. Anodal tDCS increases corticospinal output and projection strength in multiple sclerosis. Neurosci Lett. 2013 Oct 25;554:151-5.
- Fraussen J, Vrolix K, Claes N, Martinez-Martinez P, Losen M, Hupperts R, Van Wijmeersch B, Espiño M, Villar LM, De Baets MH, Stinissen P, Somers V. Autoantigen induced clonal expansion in immortalized B cells from the peripheral blood of multiple sclerosis patients. J Neuroimmunol. 2013 Aug 15;261(1-2):98-107.
- Rouwette M, Noben JP, Van Horssen J, Van Wijmeersch B, Hupperts R, Jongen PJ, Verbeek MM, De Deyn PP, Stinissen P, Somers V. Identification of coronin-1a as a novel antibody target for clinically isolated syndrome and multiple sclerosis. J  Neurochem. 2013 Aug;126(4):483-92.
- Lamers I, Timmermans AA, Kerkhofs L, Severijns D, Van Wijmeersch B, Feys P. Self-reported use of the upper limbs related to clinical tests in persons with multiple sclerosis. Disabil Rehabil. 2013;35(23):2016-20.
- Thewissen K, Nuyts AH, Deckx N, Van Wijmeersch B, Nagels G, D'hooghe M, Willekens B, Cras P, Eijnde BO, Goossens H, Van Tendeloo VF, Stinissen P, Berneman ZN, Hellings N, Cools N. Circulating dendritic cells of multiple sclerosis patients are proinflammatory and their frequency is correlated with MS-associated genetic risk factors. Mult Scler. 2014 Apr;20(5):548-57.
- Pannemans K, Broux B, Goris A, Dubois B, Broekmans T, Van Wijmeersch B, Geraghty D, Stinissen P, Hellings N. HLA-E restricted CD8+ T cell subsets are phenotypically altered in multiple sclerosis patients. Mult Scler. 2013 Oct 21.
- Neven A, Janssens D, Alders G, Wets G, Van Wijmeersch B, Feys P. Documenting outdoor activity and travel behaviour in persons with neurological conditions using travel diaries and GPS tracking technology: a pilot study in multiple sclerosis. Disabil Rehabil. 2013 Sep;35(20):1718-25.
- Rouwette M, Somers K, Govarts C, De Deyn PP, Hupperts R, Van Wijmeersch B, De Jong BA, Verbeek MM, Van Pesch V, Sindic C, Villar LM, Álvarez-Cermeño JC, Stinissen P, Somers V. Novel cerebrospinal fluid and serum autoantibody targets for clinically isolated syndrome. J Neurochem. 2012 Nov;123(4):568-77.